# Синдром Альвареса
Синдром Альвареса (англ. Alvarez' syndrome, також живіт-акордеон, істеричне розширення живота без газу, псевдоілеум англ. accordion abdomen, hysterical nongaseous abdominal bloating, pseudoileus) — синдром істеричного або невротичного роздування живота без утворення надлишку газу в шлунково-кишковому тракті. Стан, очевидно, пояснюється скороченням м'язів живота, які таким чином видавлюють вміст черевної порожнини доверху, що створює відчуття здуття живота. Вперше був описаний американським лікарем Волтером Клементом Альваресом (англ. Walter Clement Alvarez, роки життя 1884-1978) у 1947-1949 роках.